# Eustala californiensis
Eustala californiensis är en spindelart som först beskrevs av Eugen von Keyserling 1885.  Eustala californiensis ingår i släktet Eustala och familjen hjulspindlar. Inga underarter finns listade i Catalogue of Life.